# Новополеводино
Новополеводино — село в Балаковском районе Саратовской области, в составе Быково-Отрогского муниципального образования.
Население — 835 (2010)

## История
Первоначально известно как Цюрихская МТС. Предположительно основано на рубеже 1920-30-х годов. С 1935 году — в составе Унтервальденского кантона АССР немцев Поволжья. В 1930-х основное население составляли немцы. В 1936 году открывается семилетняя школа

В 1941 году на основании Указа Президиума ВС СССР от 28 августа 1941 года о переселении немцев, проживающих в районах Поволжья, немецкое население было депортировано, село включено в состав Саратовской области. Село входит в состав Подлесновского района, с 1959 года — в составе Балаковского района. В 1942 году был образован колхоз «Красный партизан». В марте 1944 года образуется совхоз «Зоркинский». В 1992 году совхоз «Зоркинский» преобразован в ТОО «Зоркинское».
В 1998 году открыто новое здание школы. В 1999 году ТОО «Зоркинское» преобразовано в СПК «Зоркинский». В 2002 году образован СПК «Новополеводинский».
До 2015 года являлось административным центром Новополеводинского муниципального образования.

## Физико-географическая характеристика
Село находится в Низком Заволжье, в пределах Сыртовой равнины, относящейся к Восточно-Европейской равнине, на реке Маянга, на высоте 41 метр над уровнем моря. Почвы — тёмно-каштановые.
Автомобильной дорогой с твёрдым покрытием село Новополеводино связано с соседним селом Кирово. По автомобильным дорогам расстояние до административного центра сельского поселения села Быков Отрог — 50 км, до районного центра города Балаково составляет 61 км, до областного центра города Саратова — 180 км.
Часовой пояс
Новополеводино, как и вся Саратовская область, находится в часовой зоне МСК+1. Смещение применяемого времени относительно UTC составляет +4:00.

## Население
| 2002 | 2010 |
| ---- | ---- |
| 876  | ↘835 |